# 금탄로
금탄로(Geumtan-ro)는 전북특별자치도 순창군 풍산면 오산교차로에서 남원시 대강면 잇는 도로이다

## 주요 경유지
전북특별자치도
- 순창군 (풍산면) - 남원시 (대강면)

## 노선
전 구간 지방도 제745호선에 속하므로 이 노선에 대한 별도 표기는 생략한다.
| 이름         | 접속 노선                 | 소재지 | 소재지                    | 비고 |
| ------------ | ------------------------- | ------ | ------------------------- | ---- |
| 오산1 교차로 | 지방도 제730호선 (유등로) | 순창군 | 유등면                    |      |
| 건곡교       |                           | 순창군 | 유등면                    |      |
|              | 풍산면                    | 순창군 |                           |      |
| (이름 없음)  | 풍산로                    | 순창군 |                           |      |
| 대픙교       |                           | 순창군 |                           |      |
|              | 남원시                    | 대강면 |                           |      |
| (이름 없음)  | 남원시                    | 대강면 | 대강청로길                |      |
| 사석교       | 남원시                    | 대강면 |                           |      |
| (이름 없음)  | 남원시                    | 대강면 | 지방도 제730호선 (섬진로) |      |